# تيلوريد البيريليوم
 تيلوريد البيريليوم تلوريد له الصيغة BeTe، ويكون على شكل مسحوق رمادي اللون.

## التحضير
يحضّر تيلوريد البيريليوم من التفاعل المباشر بين عنصري البيريليوم والتيلوريوم عند 1100 °س، وذلك ضمن تيار من غاز الهيدروجين.
{\displaystyle \mathrm {Be\ +\ Te\ \longrightarrow \ BeTe} }

## الخواص
إن تيلوريد البيريليوم عبارة عن مادة صلبة في الشروط العادية من الضغط ودرجة الحرارة، تكون على شكل مسحوق رمادي اللون، وهي حساسة تجاه الرطوبة، حيث تتفكك بسرعة عند التعرّض للهواء الرطب إلى تيلوريد الهيدروجين H2Te. يجري تفاعل التفكك هذا بشكل أسرع في الوسط المائي.
يتبلور تيلوريد البيريليوم وفق النظام البلّوري المكعّب وذلك حسب نمط السفاليريت، حيث تكون للبلورة الزمرة الفراغية {\displaystyle F{\bar {4}}3m}
يعد تيلوريد البيريليوم من المواد شبه الموصلة، حيث أن فجوة النطاق لديه تبلغ 2.8 إلكترون فولت.

## احتياطات الأمان
إن البيريليوم ومركباته الكيميائية هي مواد سامّة ومسرطنة، حيث يمكن أن تسبب مرض التسمم بالبيريليوم. لذا ينبغي أخذ الحيطة والحذر عند التعامل مع هذه المركبات.